# Spin City
Spin City è una serie televisiva statunitense andata in onda negli Stati Uniti sulla rete ABC a partire dal 17 settembre 1996 fino al 30 aprile 2002, per un totale di 6 stagioni. In Italia è stata trasmessa dal 1° settembre 1997 su TELE+ Bianco e in chiaro su Italia 1.

## Trama
La serie racconta, in chiave comica, la giornata lavorativa del vicesindaco di New York alle prese con i mille problemi del suo diretto superiore, della sua amministrazione, nonché con quelli causati dal suo "bizzarro" staff personale.
Lo staff del vicesindaco, guidato dal vanitoso ma valido Mike Flaherty (Michael J. Fox) prima, e da Charlie Crawford (Charlie Sheen) poi, deve cercare di mandare avanti la gestione del sindaco Randall M. Winston Jr. (Barry Bostwick), un uomo un po' svampito e per nulla pratico di pubbliche relazioni.

## Protagonisti ed interpreti

### Mike Flaherty
Nelle prime quattro stagioni il protagonista è stato Michael J. Fox nei panni del vicesindaco Mike Flaherty. L'attore tornava così a recitare in una serie televisiva dopo il successo avuto nei primi anni ottanta con Casa Keaton. Nonostante l'ottimo successo di pubblico e critica riscontrato, Fox ha però abbandonato la serie nel 2000 in seguito all'aggravarsi della sua malattia, la Malattia di Parkinson, di cui soffre dal 1991.

### Charlie Crawford
Il ruolo di protagonista è così passato nelle mani di Charlie Sheen, che ha preso i panni del nuovo vicesindaco Charlie Crawford per le due stagioni conclusive. L'attore, alla sua prima esperienza televisiva, non ha fatto rimpiangere il suo predecessore, e grazie a questa interpretazione ha vinto un Golden Globe come miglior attore in una serie comica.

## Episodi
Il telefilm è andato in onda inizialmente nel primo pomeriggio di Italia 1, ma, visti i bassi ascolti riscontrati, venne spostato nella tarda notte di Canale 5 prima, per poi tornare, sempre di notte, su Italia 1.
| Stagione         | Episodi | Prima TV originale | Prima TV Italia |
| ---------------- | ------- | ------------------ | --------------- |
| Prima stagione   | 24      | 1996-1997          | 1997            |
| Seconda stagione | 24      | 1997-1998          | 1998            |
| Terza stagione   | 26      | 1998-1999          | 1999            |
| Quarta stagione  | 26      | 1999-2000          | 2001            |
| Quinta stagione  | 23      | 2000-2001          | 2001-2002       |
| Sesta stagione   | 22      | 2001-2002          | 2004            |

## Ascolti
Negli Stati Uniti la serie ha avuto un grande successo, con entrambi i protagonisti; questo è testimoniato anche dalle tante guest star che hanno voluto recitarvi anche solo per un episodio. Un brusco calo di ascolti alla fine della sesta stagione ha però fatto decidere alla ABC per la chiusura della serie, avvenuta nel 2002.
In Italia, invece, non ha riscosso molto successo: le prime quattro stagioni erano inizialmente programmate nel primo pomeriggio, poi, visti i bassi ascolti, sono state progressivamente fatte slittare dopo la mezzanotte; La quinta e sesta stagione invece, sono state invece trasmesse solo nelle prime ore del mattino.

## Curiosità
- Nel 18º episodio della III stagione ("Ritorno al futuro IV") Michael J. Fox ha avuto come guest star Christopher Lloyd: i due attori sono così tornati a recitare insieme a più di dieci anni di distanza dall'ultimo capitolo di Ritorno al futuro, la trilogia cinematografica di cui sono stati protagonisti negli anni ottanta. Nonostante la trama dell'episodio non abbia nulla in comune con la famosa trilogia (Lloyd interpreta il ruolo di un vecchio professore universitario di Mike), durante il primo incontro i due si scambiano alcune battute ironiche sul tornare indietro nel tempo, chiaro riferimento alla loro saga cinematografica.
- Molti dei personaggi apparsi in Spin City sono comparsi come guest star in Scrubs - Medici ai primi ferri, sitcom ideata sempre da Bill Lawrence.